# FNS音楽特別番組 上を向いて歩こう 〜うたでひとつになろう日本〜
『FNS音楽特別番組 上を向いて歩こう 〜うたでひとつになろう日本〜』（エフエヌエスおんがくとくべつばんぐみ うえをむいてあるこう うたでひとつになろうにっぽん）は、フジテレビ系列（FNS）で2011年3月27日 19:00 - 21:54（JST）に生放送された東日本大震災のチャリティ音楽特別番組である。

## 概要と放送までの経緯
- フジテレビは当初、当該時間に世界フィギュアスケート選手権を中継する予定であったが、上述の震災における福島第一原子力発電所事故の影響による放射能汚染および電力不足の影響が危惧されたため、同選手権の開催自体の概要を変更[注釈 1]したため、急遽[注釈 2]この時間に当番組が放送されることになった。
- 代替番組を編成するにあたり、27日は松任谷由実が「松任谷由実のオールナイトニッポンTV」の収録日で、さらにMr.Childrenは予定していた宮城でのライブが中止になってスケジュールが空いていたため、両者と縁があったきくち伸（ANN-TVを担当しており、小林武史とも親交があった）が港浩一バラエティ制作担当局長に「この2組が出ればいける」と掛け合い、急遽放送が決まった（ミスチルは結局出演に至らず）[1]。
- オファーを受けた小田和正が「せっかく放送しても被災地ではテレビがない人は見られない」と指摘したのを受け、ニッポン放送を通じてAMラジオでも同時放送され、岩手県、宮城県、福島県、茨城県のNRN加盟局にもネットされた[1]。
- タイトルの一部にある「ひとつになろう日本」は、当時FNSの東日本大震災の復興チャリティに対するスローガンである[2]。出演者のギャラは日本赤十字社へ義援金として寄付された。
- オンエア中には出演した歌手から被災者へのメッセージが直接読まれた。
- オンエア終了後、岩手県出身のきくちは出演者の前で「今日は来てくれて、本当にありがとうございます!」と号泣しながらあいさつしたという[1]。

## 放送日時
テレビ
FNS系列26局
- 2011年3月27日（日曜日）19:00 - 21:54[注釈 4]

ラジオ
- ニッポン放送※テレビと同時生放送
  - 同日18:55 - 22:00
- 茨城放送※同時ネット
  - 同日20:00 - 22:00（飛び乗り）
- IBC岩手放送・東北放送・ラジオ福島※録音放送
  - 翌日（3月28日）1:00 - 4:00（同日深夜）

## 出演者

### 司会
- 草彅剛（SMAP）
- 高島彩（フリーアナウンサー）

### 出演アーティスト
番組側は54組のアーティストにオファーを出し、うち27組の出演を得た。
- AI
- aiko
- 伊藤由奈
- エレファントカシマシ（関東地方では、演奏前の宮本浩次のMCから曲の頭にかけて、茨城県を震源とする緊急地震速報が挿入された）
- 加山雄三
- 喜納昌吉
- 木村充揮
- 倉木麻衣
- ゴスペラーズ
- コーラスジャパン（メンバー：布施明、石川さゆり、鈴木雅之、杏里、堂珍嘉邦、松浦亜弥）
- 近藤房之助
- 坂本冬美（トップバッターで上を向いて歩こうを披露した）
- さだまさし（兵庫県のコンサート会場から中継出演）
- JUJU
- スガシカオ
- TUBE
- 氷川きよし（千昌夫の楽曲「北国の春」を披露した）
- 一青窈
- 平原綾香
- 藤井フミヤ
- 槇原敬之
- 松任谷由実 with Friends Of Love The Earth（2005年の期間限定ユニットだが、放送に向けて急遽再結成された）
- 南こうせつ
- 森山直太朗
- 森山良子
- ゆず
- LOVE PSYCHEDELICO
- WaT

※五十音順

### 武部聡志音楽団
- 清水バンド
  - 清水俊也（ピアノ）
  - 佐藤大剛（ギター）
  - 石成正人（ギター）
  - 種子田健（ベース）
  - 村石雅行（ドラム）
  - 村田昭（キーボード）
  - 朝倉真司（パーカッション）
  - 今井マサキ（コーラス）
  - 加藤いづみ（コーラス）
  - 藤堂昌彦ストリングス（ストリングス）
- 鳥山雄司（ギター）
- 武部聡志（ピアノ）

### ラジオ中継進行
- 垣花正（当時ニッポン放送アナウンサー）

## セットリスト
| 順番 | アーティスト                              | 楽曲                                                      |
| ---- | ----------------------------------------- | --------------------------------------------------------- |
| 1    | 坂本冬美                                  | 上を向いて歩こう (1961/坂本九)                            |
| 2    | 槇原敬之                                  | 遠く遠く (1992)                                           |
| 3    | ゴスペラーズ                              | さらば涙と言おう (1971/森田健作)                          |
| 4    | 平原綾香×TAIRIKU                          | Jupiter (2004)                                            |
| 5    | エレファントカシマシ                      | 悲しみの果て (1996)                                       |
| 6    | JUJU                                      | やさしさで溢れるように (2009)                             |
| 7    | 南こうせつ                                | おまえが大きくなった時 (1978/かぐや姫)                    |
| 8    | 伊藤由奈                                  | ENDLESS STORY (2005/REIRA starring YUNA ITO)              |
| 9    | 倉木麻衣                                  | Stay by my side (2000)                                    |
| 10   | TUBE                                      | 涙を虹に (2004)                                           |
| 11   | さだまさし                                | 主人公 (1978)                                             |
| 12   | LOVE PSYCHEDELICO                         | Hey Jude (1968/ビートルズ)                                |
| 13   | コーラスジャパン                          | 根の歌 (2010)                                             |
| 14   | aiko                                      | キラキラ (2005)                                           |
| 15   | WaT                                       | 僕のキモチ (2005)                                         |
| 16   | スガシカオ                                | Progress (2006/kōkua)                                     |
| 17   | 氷川きよし                                | 北国の春 (1977/千昌夫)                                    |
| 18   | 森山良子                                  | 涙そうそう (2000/BEGIN)                                   |
| 19   | 森山直太朗                                | さくら（独唱） (2003)                                     |
| 20   | AI                                        | Story (2005)                                              |
| 21   | 喜納昌吉                                  | 花〜すべての人の心に花を〜 (1980/喜納昌吉&チャンプルーズ) |
| 22   | ゆず                                      | Hey和 (2011)                                              |
| 23   | 藤井フミヤ                                | TRUE LOVE (1993)                                          |
| 24   | 加山雄三とザ・ヤンチャーズ                | 座・ロンリーハーツ親父バンド (2010)                       |
| 25   | 一青窈                                    | ハナミズキ (2004)                                         |
| 26   | 松任谷由実 with Friends Of Love The Earth | Smile Again (2005)                                        |
| 27   | 木村充揮×近藤房之助                       | 見上げてごらん夜の星を (1963/坂本九)                      |
| 28   | ALL                                       | 上を向いて歩こう (1961/坂本九)                            |

## 関連番組
- FNS歌謡祭（毎年12月に放送されている音楽特番）
- FNSうたの春まつり→FNS歌謡祭 春（2016年と2017年及び2022年から同時期に放送されている音楽特番）
- 緊急生放送! FNS音楽特別番組 春は必ず来る（2020年の同時期に放送された音楽特番。世界フィギュアスケート選手権の代替番組かつ、社会情勢を鑑みて編成された点で本番組と共通する）
- 僕らの音楽 -OUR MUSIC-（草彅・高島がナレーターを務めていた音楽番組）